# Stallhofen
Stallhofen – gmina targowa w Austrii, w kraju związkowym Styria, w powiecie Voitsberg. Według danych Austriackiego Urzędu Statystycznego liczyła 3127 mieszkańców (1 stycznia 2015).